# Synagoga v Soběslavi
Bývalá synagoga stojí ve městě Soběslav v okrese Tábor v Jihočeském kraji. Nachází se necelých 200 metrů západně od náměstí Republiky v Jirsíkově ulici, dnes č.p. 31.
Synagoga byla vystavěna v druhé polovině 19. století, možná roku 1879. Bohoslužby zde probíhaly do roku 1939, v současnosti je budova používána jako obytný dům.

## Reference

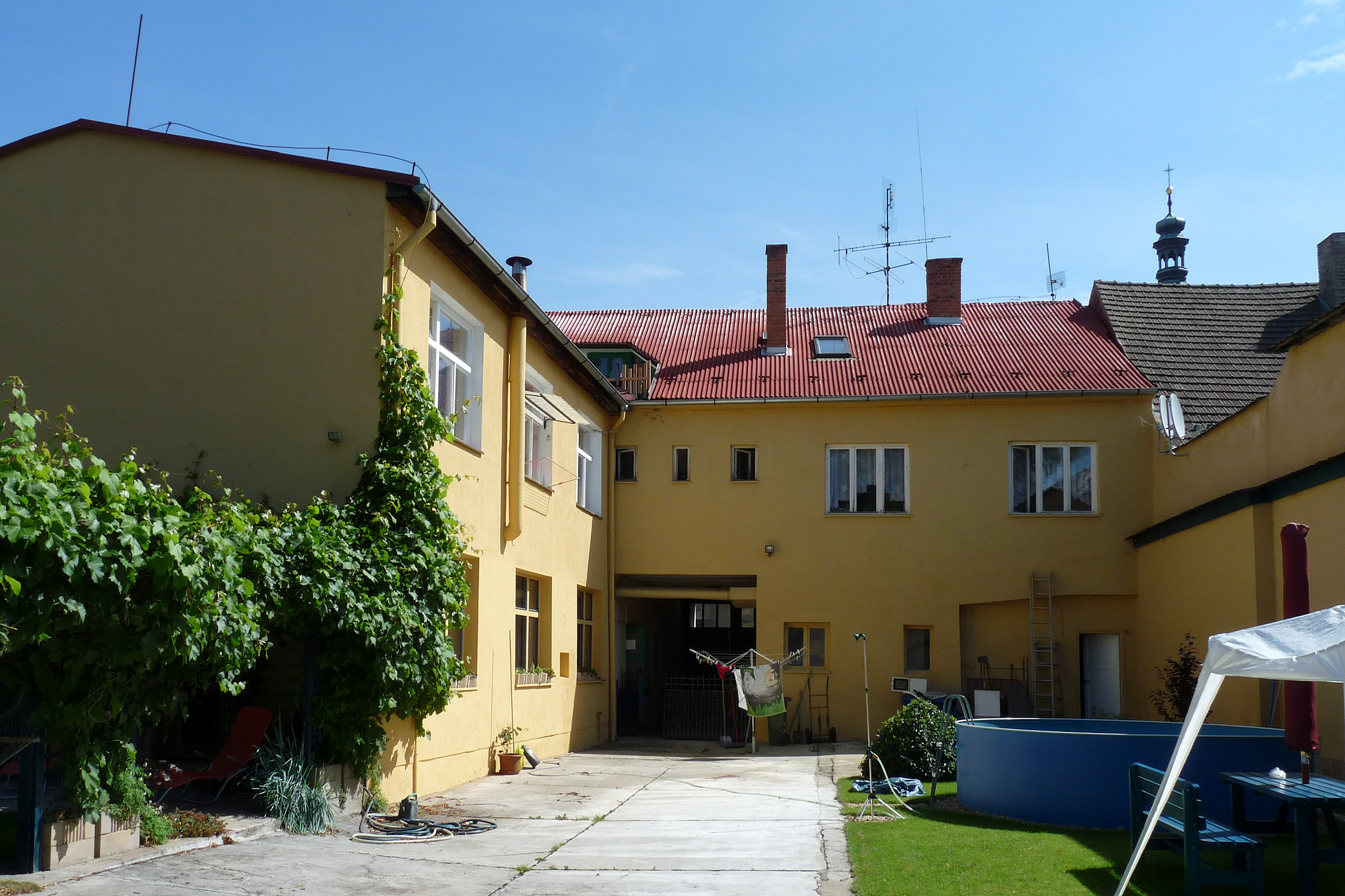
Pohled do dvora bývalé synagogy